# Brakpan
Brakpan este un oraș în partea de NV a Africii de Sud, în Provincia Gauteng. Oraș minier (exploatarea aurului și cărbunilor).